# Avenida Tremont (línea Concourse)
La Avenida Tremont es una estación en la línea Concourse del Metro de Nueva York de la división B del Brooklyn–Manhattan Transit Corporation. La estación se encuentra localizada en Tremont, El Bronx entre la Avenida Tremont Este y Grand Concourse. La estación es servida en varios horarios por los trenes del Servicio  y .